# Zhilova (krater)
Zhilova är en nedslagskrater med en diameter på 53 kilometer, på planeten Venus. Zhilova har fått sitt namn efter den ryska astronomen Maria Zjilova.